# Sweet, Savage Family
Sweet, Savage Family (en hangul, 달콤살벌 패밀리; romanización revisada, Dalkomsalbeol Paemilli), titulada en español como Dulce, salvaje familia, es una serie de televisión surcoreana de comedia emitida originalmente entre 2015 y 2016. Está basada en la franquicia de la famosa película Marrying the Mafia (가문의 영광) estrenada en 2002 y prolongada en cinco largometrajes.
Es protagonizada por Jung Joon-ho también actor de la película original, Moon Jung Hee conocida en Oh! My Lady, Jung Woong-in anteriormente en Yong Pal y Yoo Sun en My Too Perfect Sons. Fue transmitida por MBC desde el 18 de noviembre de 2015 hasta el 14 de enero de 2016, con una extensión de 16 episodios emitidos cada miércoles y jueves las 21:55 (KST).

## Argumento
Yoon Tae-soo (Jung Joon-ho) lucha por equilibrar su vida como un padre cariñoso que dirige su familia al mismo tiempo que oculta su identidad de mafioso ante ellos. Con la esperanza de ganarse el respeto de sus hijos cuando estén adultos y mantener la cabeza en alto delante de los demás, Tae Soo intenta legalizar su empresa de construcción para incorporar a su pandilla adecuadamente, limpiando el negocio sólo para cumplir con la obstrucción de su mayor rival, Baek Gi-bum (Jung Woong-in).

## Reparto[5]

### Personajes principales
- Jung Joon-ho como Yoon Tae-soo.
- Moon Jung Hee como Kim Eun Ok.
- Jung Woong-in como Baek Gi-bum.[6]
- Yoo Sun como Lee Do Kyung.
- Kim Eung Soo como Baek Man Bo.

### Personajes secundarios
Cercanos con Tae Soo / Eun Ok.
- Oh Mi Yeon como Lee Choon Boon.
- Son Ga Young como Kim Eun Shil.
- Lee Min Hyuk como Yoon Sung Min.
- Kim Ji Min como Yoon Soo Min.

Cercanos a Ki Beom / Do Kyung
- Minah como Baek Hyun Ji.

### Otros personajes
- Ji Su Won como Oh Joo Ran'.
- Jo Dal Hwan como Bong Jin Wook.
- Kim Kwon como Lee Joon Suk.
- Choi Min Chul como Kang Sung Goo.
- Kim Shin como Song Young Il.
- Ga Deuk Hee como Park Sun Young.
- Jo Ji Hwan como Jang Beob Kyu.
- Park Hee Jin como Choi Kyung Mi.
- Kim Dae Ryeong como Ma Hee Do.
- Kim Won Hae como Son Se Woon.
- Seo Hyun-chul como Seo Chul Joong.[7]
- Kim Byung Choon como Jo Dong Choon.

### Apariciones especiales
- Kim Byeong-ok como presidente Goo (ep. #1)
- Jung Hee Tae.
- Hong Jin Young.
- Seo In.
- ChA Yeo Rin.
- Lee Yong Yi.
- Kim Boo Sun.
- Park Chan Ho.
- Oh Jung Se.

## Recepción

### Audiencia
En Azul la audiencia más baja y en rojo la más alta, correspondientes a las empresas medidoras TNms y AGB Nielsen.
| Ep. #    | Fecha de estreno        | Share        | Share        | Share       | Share       |
| Ep. #    | Fecha de estreno        | TNmS Ratings | TNmS Ratings | AGB Nielsen | AGB Nielsen |
| Ep. #    | Fecha de estreno        | Nacional     | Seúl         | Nacional    | Seúl        |
| -------- | ----------------------- | ------------ | ------------ | ----------- | ----------- |
| 1        | 18 de noviembre de 2015 | 8.3 %        | 9.7 %        | 9.1 %       | 9.2 %       |
| 2        | 19 de noviembre de 2015 | 6.7 %        | 7.0 %        | 7.2 %       | 8.1 %       |
| 3        | 25 de noviembre de 2015 | 7.1 %        | 7.8 %        | 7.6 %       | 8.4 %       |
| 4        | 26 de noviembre de 2015 | 6.7 %        | 7.1 %        | 8.2 %       | 9.5 %       |
| 5        | 2 de diciembre de 2015  | 6.3 %        | 6.7 %        | 7.8 %       | 8.8 %       |
| 6        | 3 de diciembre de 2015  | 5.7 %        | 6.5 %        | 6.5 %       | 7.3 %       |
| 7        | 9 de diciembre de 2015  | 6.0 %        | 6.4 %        | 7.0 %       | 7.8 %       |
| 8        | 10 de diciembre de 2015 | 4.9 %        | 5.2 %        | 6.2 %       | 7.0 %       |
| 9        | 16 de diciembre de 2015 | 4.7 %        | 4.5 %        | 5.8 %       | —           |
| 10       | 17 de diciembre de 2015 | 5.0 %        | 4.8 %        | 5.2 %       | —           |
| 11       | 23 de diciembre de 2015 | 4.2 %        | 4.1 %        | 4.4 %       | —           |
| 12       | 24 de diciembre de 2015 | 4.0 %        | —            | 4.7 %       | —           |
| 13       | 6 de enero de 2016      | 5.9 %        | —            | 4.2 %       | —           |
| 14       | 7 de enero de 2016      | 4.6 %        | —            | 4.6 %       | —           |
| 15       | 13 de enero de 2016     | 5.4 %        | —            | 4.4 %       | —           |
| 16       | 14 de enero de 2016     | 4.9 %        | 4.6 %        | 4.0 %       | —           |
| Promedio | Promedio                | 5.6 %        | —            | 6.0 %       | —           |

## Emisión internacional
- Singapur: Oh!K (2016).[11]